# Conflictos fronterizos entre Brasil y Perú
Los conflictos fronterizos entre Perú y Brasil fueron una serie de enfrentamientos, entre 1901 a 1909 (siendo la escala más intensa en 1902-1904), por parte de destacamentos militares de ambos países en la zona del Alto Púrus y Alto Yurúa, en los territorios del actual Departamento de Madre de Dios (Perú) y el Estado de Acre (Brasil), como consecuencia subyacente de la guerra del Acre entre Bolivia y Brasil, que reavivaron la Cuestión del Acre pendiente entre Perú y Brasil, en medio de la Fiebre del caucho.

## Antecedentes
En el Tratado de San Ildefonso (1777) se estableció la demarcación fronteriza entre el Virreinato del Perú y el Virreinato del Brasil y fue así que el territorio del Acre (con un tamaño aproximado de 355.242 km²) habría quedado en la soberanía española (y luego peruana). Entonces, se confirmaron los límites con los territorios portugueses (y luego brasileñas) en el paralelo que corre desde las nacientes del río Yavarí hacia el este hasta encontrar la vaguada del río Madera, siendo así que el paralelo 7° (o el 7°7′ S) serviría como el límite septentrional del Acre.
Aquella frontera se mantuvo para el Brasil hasta por lo menos el año 1839, cuando empezaron las primeras olas de colonización hacia la Amazonia por parte del Imperio de Brasil, que se guiaba por el principio de Uti possidetis de facto, no considerando obligación alguna en respetar los antiguos tratados hispano-portugueses, sino que fijaron sus fronteras conforme a territorios donde hubiera súbditos brasileños que reconocieran la autoridad del Emperador del Brasil (y posteriormente de ciudadanos brasileños con la República de Brasil) y que, además, sean territorios que no hayan sido ocupados previamente por otro país (como la Amazonía). Se dio pie así a una política expansionista en Brasil contra sus demás vecinos sudamericanos.
Además, al terminarse la independencia de Perú y luego la de Bolivia ambos países consideraron el territorio en disputa, puesto que ambos apelaban al principio de Uti possidetis iuris, por el que el Perú heredaba los territorios del Virreinato Peruano, y Bolivia los de la Real Audiencia de Charcas (ambos según el status quo territorial del año 1810), pero que tenía inconvenientes en cuanto a los límites poco claros del Perú con el Virreinato del Río de la Plata (al que pertenecía Charcas).

«En el altiplano, los confines entre el territorio, de la Audiencia de Charcas y la Intendencia de Puno eran conocidos y en buena parte marcado con hitos. En cambio, la región de los ríos o selvática, se componía de «provincias no descubiertas» -como se decía- que no se hallaban ni bajo la jurisdicción de la Audiencia de Lima ni en la de Charcas, sino dependían, directamente, de la autoridad virreinal. Y era obvio que no habiendo sido separadas expresamente del Virreinato de Lima, al crearse el de Buenos Aires, esas tierras permanecieran bajo el imperio de aquel.»
 Alberto Wagner de Reyna (historiador y diplomático)

Fue así que habría una disputa territorial trinacional entre Perú, Bolivia y Brasil. Aunque hubo algunos intentos de demarcación fronteriza en el siglo XIX entre Perú y Brasil (Convención fluvial Perú-Brasil de 1851)y entre Brasil y Bolivia (Tratado de Ayacucho de 1867), se dejó pendiente el conflicto fronterizo entre Perú y Bolivia con el Acre y cada país consideraba nulas las negociaciones fronterizas que el otro país hubiera hecho con Brasil, que, a su vez, solo pudo obtener algunas cesiones bolivianas en el Este del Acre y se aprovechó de los vacíos legales para seguir penetrando en la Amazonía, que consideraba como Terra nullius a la cual poder anexar sin riesgo de conflicto.
Según el Perú, la frontera entre el Perú y Brasil durante 1870 corría hacia el sur, hasta el paralelo que corresponde a las nacientes del río Purús (por el paralelo 10°S). Consideraba la diplomacia peruana que había una primacía para el Perú sobre Bolivia en cuanto a la reclamación de los territorios no explorados de la época colonial (pero reconocidos como españoles por el Reino Unido de Portugal, Brasil y Algarbes), en tanto que interpretaba que jurisdicciones de mayor jerarquía (como el virreinato del que procede Perú) tenían la dependencia de los territorios como el Acre, en detrimento de las jurisdicciones de menor jerarquía (como la real audiencia de Lima o Charcas, de la que procede Bolivia).

“que las Audiencias tenían jurisdicción sobre los territorios ‘reales’ o ‘actuales’ es decir poblados o colonizados, y que los territorios ‘no descubiertos’ [léase ‘no explorados’] eran los distritos bajo la jurisdicción del virrey”
Gustavo Pons Muzzo

Pero para Bolivia la frontera con Brasil se situaba por el extremo norte en el paralelo 7°S (desde la tierra de los Guarayos), aunque reconociendo importantísimas anexiones en el Este, en donde le impusieron una frontera diagonal a los bolivianos. Tal primera anexión quedó como un hecho consumado (o fait accompli) durante el gobierno del presidente Mariano Melgarejo. Cuando en 1867, Bolivia y Brasil ratificaron un tratado de fronteras, el Perú levantó un reclamo al no considerar a Bolivia como una potencia amazónica (y por tanto, no lo reconocía plenamente, aunado a lo que se vio como una ofensa de Bolivia por negociar con territorios que podían ser peruanos) y prosiguió su política de colonización en la zona que Brasil consideraba suya.

“Para Perú estas tierras [las amazónicas] eran tierras no descubiertas y cualesquier título que se pudieran esgrimir recabándolas como propias eran vagos y confusos. Tales tierras -dicen los peruanos- no se hallaban comprendidas ni en la Audiencia de Charcas ni en la de Lima. Ambas limitaban con ellas. Las audiencias solo dejaban sentir su jurisdicción sobre tierras sometidas, no así los virreinatos […] Y de pertenecer a una audiencia sería a la pretorial de Lima y no a la subordinada de Charcas [Bolivia]. Por eso Perú protesta cuando el tratado de 1867 entre Brasil y Bolivia, pues considera que las zonas del Yurúa Púrús y Yitay eran suyas."
Francisco Morales Padrón

Sin embargo, tras la Fiebre del caucho, los países sudamericanos empezaron a tomar más en serio la colonización de la Amazonía, haciendo que colonos brasileños empiecen a chocar con colonos colombianos, peruanos y bolivianos (habiendo incidentes recurrentes desde 1897 y que se intensificarían en 1902 a 1904);esto hizo que Brasil, que ya había establecido presencia en el Jurúa desde 1870 y en Purús desde 1893, aligerase su política y quisiera establecer tratados limítrofes antes que entrar en guerras. Frente a ello, Bolivia intentó una política más agresiva contra los brasileños, los cuales consideraba invadían su territorio, pero aquello desencadenó en la Revuelta acreana y la posterior intervención del Brasil, que concluyó en la guerra del Acre (1899-1903), con victoria de los brasileños y la consiguiente anexión de la República de Acre al Brasil. Para inicios de 1903, Brasil declararía el territorio entre la “Línea Cunha Gomes” y el paralelo de 10° 20′ S (el triángulo del Acre) en litigio, en tanto se terminaban las negociaciones entre Bolivia y Brasil.
Aquello generó preocupación en Perú ante lo que se percibió como una cesión de su territorio (puesto que desde el siglo XIX andaba dando apoyo a los colonos civiles, misioneros católicos y empresarios de Loreto para peruanizar la Amazonía), además de una amenaza de invasión. Este hecho motivó que el prefecto del Departamento de Loreto mandase expediciones militares para asegurar los intereses de sus colonos y, de ser posible, anexar territorios aún no colonizados, pero procurando evitar declarar la Guerra al Brasil. Esto se debió a la amenaza de intervención de Ecuador y Chile (países con los que también había disputas territoriales) de desarrollar una alianza antiperuana, además del temor al gigante brasileño (percibido como el país más poderoso de la región) y que se creía que tenía el potencial para devastar al Perú (que aún andaba recuperándose de la guerra del Pacífico), del mismo modo que al Paraguay en la guerra de la Triple Alianza. 
De hecho, en un inicio los loretanos querían ganar el favor del Brasil para presionar contra el enemigo común (Bolivia), pero aquellas ofertas peruanas fueron descartadas por Brasil para no empeorar sus negociaciones con Bolivia.

"'Ha llegado a manos del gobernador del Estado una proclamación en forma de decreto, en la cual don Leopoldo Collazos, en carácter de jefe político y militar, declara formar en nombre de la República del Perú una provincia peruana en el alto Purús, en el lugar en que el Brasil mandó colocar su marco divisorio con Bolivia. Alega don Leopoldo Collazos que aquel límite del Brasil es con el Perú y no con Bolivia. La nueva provincia tendrá el nombre de Grau, en homenaje del almirante don Miguel Grau, muerto gloriosamente en la guerra con Chile. La nueva provincia tendrá un subprefecto desde aquel límite con el Brasil hasta el Urubamba y tendrá tres distritos mandado por gobernadores. Dos batallones, uno denominado Loreto y el otro Lima; una aduana para cobranza de impuestos. El batallón Loreto quedará guarneciendo la frontera, izará siempre y conjuntamente con el Perú el pabellón brasilero, en atención a la buena amistad y concordia que se profesan ambos países.'"
El Mercurio, Valparaíso, 21 de diciembre, 1900

## Desarrollo del conflicto
Las primeras incursiones se dieron al establecerse un puesto aduanero peruano en el Yurúa a fines de 1902, por el río Amonea, empezando los primeros roces con los colonos brasileños (durante el incidente armado peruano-brasileño de Amuheya), quienes a través del Estado de Amazonas (Brasil), solicitaron la intervención del Estado Nacional para sacar a los "invasores peruanos". Sin embargo, el canciller Olinto de Magalhães consideró que el incidente peruano-brasileño sucedió en territorio que aún pertenecía a Bolivia, al sur de la “Línea Cunha Gomes” establecido en el Tratado de Ayacucho de 1867, mientras que la guarnición peruana de Amuheya rechazó a un destacamento brasileño que le exigía abandonar su puesto el 25 de octubre de 1902. Pero para inicios de 1903, el Barón de Río Branco cambió la postura del gobierno brasileño y lo establecería ahora como territorio en litigio. En lo que se desarrollaban los acontecimientos, tropas irregulares (de brasileños civiles del Acre) atacarían a los peruanos en septiembre de 1903 y los expulsarían, luego de que estos intentaran ocupar la confluencia del río Purús con el río Chandless. Incluso amenazaría al Presidente del Perú con ir a la guerra por culpa de estas escaramuzas militares de peruanos y brasileños, como reportaba El Mercurio de Valparaíso.

“[e]l marqués de Río Branco tuvo ayer tarde una larga conferencia con el ministro del Perú sobre las invasiones de la región del Yurúa por fuerzas peruanas y sobre los límites del Acre”
El Mercurio, Valparaíso, 24 de noviembre, 1903

“[e]l ministro debe atender los problemas con el Perú, e incluso el problema procura la necesidad de reunirse en una conferencia con el Presidente de la República para ocuparse de asuntos relativos a la cuestión de límites con este país”
El Mercurio, Valparaíso, 14 de diciembre, 1903

Sin embargo, para principios de 1904, las relaciones entre Perú y Brasil se volverían más tensas y había amenaza de una guerra total. Esto se debió a que nuevos destacamentos militares peruanos fueron enviados a la región para marzo de 1904 (ya concluido el Tratado de Petrópolis), cuyos enfrentamientos condujeron a bajas muy elevadas en ambos lados. Los peruanos se retiraron hacia el Alto Purús para consolidar su dominio militar. En el mismo año, el coronel brasileño José Ferreira arribó al río Santa Rosa (afluente del Purús) y aprovechó en saquear caucho y siringa a los extractores peruanos. En noviembre de ese año, la guarnición de Amuheya se rindió ante fuerzas brasileñas superiores, luego de 2 días de combates. Lo cual estuvo al borde de volverse un casus belli, pero ambos países optaron por la solución diplomática, proponiendo el Perú la realización de un arbitraje con Argentina.
De parte del Brasil, la oposición a la Guerra con Perú se debió a motivos de política interna, ya que el Barón de Río Branco se encontraba en una situación delicada, en tanto que el Tratado de Petrópolis fue uno muy impopular entre la prensa brasileña y el poder parlamentario. Puesto que nacionalistas brasileños consideraban muy injusto que 3.200 km² de territorio brasileño ocupado fueran cedidos a Bolivia, además de tener que pagarles una indemnización de 2 millones de libras (un aproximado de 285 millones de dólares actuales) y construirles el ferrocarril Madeira-Mamoré. Generaba enojo la idea de que se hubiera negociado con el país equivocado y que todos esos sacrificios hayan sido en vano, junto a la posibilidad de tener que "comprar el Acre" por segunda vez y repetir un conflicto militar ya muy costoso.

### Situación militar
- Perú: Pese a la opinión pública, la situación de las Fuerzas Armadas del Perú era una muy buena, según las palabras del ministro chileno en Río de Janeiro al Barón de Rio Branco.

"A su vez el Señor Barón de Rio Branco me ha expresado que si el Perú no retira su aduana del Amonea y, si, aprovechando la baja de los afluentes del Amazonas, invade el territorio para restablecer la aduana del Chandless, si hostilizan de cualquier modo a los habitantes del Brasil, mandará sus fuerzas por el Amazonas hasta Iquitos, y sin prejuicio vencerá las dificultades que se presenten para mandar fuerzas por tierra, o como sea posible, al territorio mismo disputado, a todos los puntos donde la actitud del Perú le impone esa necesidad."

 Esto se debía a que, a diferencia de Bolivia, los peruanos si tenían una presencia considerable en la Amazonía y tenían capacidad de mandar tropas a la región sin depender de los ríos brasileños, además de haber sido reforzadas las colonias peruanas por el peligro de guerra con Ecuador y Colombia. A su vez, se estaba comprando navíos de guerra que tuvieran la capacidad de amenazar las costas brasileñas en el Océano Atlántico. Incluso se habían hecho planes de realizar una expedición militar con 3000 soldados peruanos de la Selva baja para ocupar Manaos, que para Brasil era un territorio difícil de defender, al estar sus tropas concentradas mayormente en la Cuenca del Plata.
- Brasil: Sus fuerzas armadas se encontraban muy desgastadas, no solo por la guerra del Acre con Bolivia en un territorio inhóspito (del que poca experiencia poseían en la zona y cuyo enfrentamiento a los bolivianos no había sido una campaña fácil, quienes tenían mucho menos ocupación efectiva que los peruanos y dependían de tropas venidas del Altiplano), si no que también por conflictos internos muy recientes tras la caída de la monarquía brasileña, como la Revuelta de la Armada (1891-1894), la Revolución federalista riograndense (1893-1895) y la Guerra de Canudos (1896-1897). No ayudaba, para el mal estado del ejército y la marina, el que el presidente Manuel Ferraz de Campos Sales hubiera realizado políticas de austeridad económica, dejando a las fuerzas brasileñas con escaso armamento que encima era obsoleto. Aquello hizo inviable económicamente el desplegar tropas nacionales a la zona, aunque sea solo para una demostración de fuerza brasileñas. Fue así que el Barón de Rio Branco le insistió al ministro de marina, Júlio César de Noronha, y al presidente, Francisco de Paula Rodrigues Alves “sobre la necesidad de encomendar ya y ya dos buenos acorazados, porque Perú puede romper con nosotros apenas haya hecho sus encomiendas –si es que ya no las hizo– y en ese caso quedaremos imposibilitados de hacer las nuestras, pues ningún astillero las podrá aceptar”. Proponiendo comprar una pequeña flotilla (1 crucero acorazado y 6 destructores) a Italia, junto a 2 naves a Chile. Todo ello con el fin de amenazar al Perú con una posible invasión brasileña de Iquitos.

"A su vez el Señor Barón de Río Branco me ha expresado que si el Perú no retira su aduana del Arronea y, si, aprovechando la baja de los afluentes del Amazonas, invade el territorio para restablecer la aduana del Chandless, si hostilizan de cualquier modo a los habitantes del Brasil, mandará sus fuerzas por el Amazonas hasta Iquitos, y sin perjuicio vencerá las dificultades que se presenten para mandar fuerzas por tierra, o como sea posible, al territorio mismo disputado, a todos los puntos donde la actitud del Perú le impone esa necesidad"
Legación de Chile en Brasil, 15 de marzo de 1904

 Pese a ello, Brasil, consciente de su incapacidad militar durante la época, prefirió promover una coalición antiperuana, buscando aprovechar los otros conflictos limítrofes del Perú con todos sus vecinos (Ecuador, Colombia, Chile y Bolivia) para aislarlos diplomáticamente y así presionar a los peruanos a que aceptasen términos más favorables con el Brasil, bajo amenaza de una guerra de varios frentes, ya que por sí mismos los brasileños no tenían la capacidad de hacer una expresión de fuerza que intimidase a los peruanos.

"Estamos perdiendo tiempo y dando tiempo al Perú para que se refuerce y fortifique en Iquitos, en Yurúa y en Purús. Cualquiera de las republiquitas de América Central pondría 6 a 8.000 hombres listos para operar en pocos días. Fui a ver al presidente para manifestarle mi contrariedad frente a tantos aplazamientos, cuando desde tanto tiempo, en el interés de la paz, yo pido e insisto que nos mostremos fuertes y listos para dar un golpe que impresione a los peruanos."
Barón de Río Branco, 27 de mayo de 1904

## Posiciones internacionales
Durante fines del siglo XIX e inicios del siglo XX, los problemas en la Amazonia por la Cuestión del Acre y el conflicto limítrofe entre el Ecuador y el Perú, junto a los problemas en el Pacífico por la Cuestión de Tacna y Arica y la Mediterraneidad de Bolivia, empezaron a interrelacionarse. Esto hizo que Brasil tuviera que estar muy pendiente de la geopolítica de los países del Pacífico (Perú, Chile, Ecuador y Colombia) para resolver sus disputas amazónicas con Perú y Bolivia, a su vez que los conflictos territoriales de América del Sur en general estaban arrastrando incluso al Paraguay (en problemas con Bolivia por el Chaco) y Argentina (este muy favorable al Perú por su propia rivalidad con Chile y Brasil). 
Junto a los resentimientos nacionales ya habidos por la guerra del Pacífico y las Guerras del Plata, y que se interconectaran los conflictos de la Cuestión Amazónica (Perú, Brasil, Ecuador, Colombia) con los del Pacífico (Chile, Perú y Bolivia) y los del Plata (Argentina, Uruguay, Paraguay y Brasil), hubo una amenaza seria de darse una Guerra Sudamericana durante estas fechas, formándose de manera informal un bloque diplomático entre Brasil, Chile, Ecuador y Colombia, contra otro bloque entre Argentina, Perú, Bolivia y Venezuela.
- Bolivia: Este país, hostilizado por los brasileños desde 1899 en la guerra del Acre, así como por Chile por la Mediterraneidad de Bolivia, también era hostil al Perú, al que veía como un país conspirador que anhelaba la Balcanización de Bolivia junto con Argentina y Chile (intensificado tras las declaraciones del expresidente peruano, Nicolás de Piérola, a favor de está idea propuesta por el chileno Ángel Vicuña). Incluso los bolivianos creían que paraguayos, brasileños, peruanos y argentinos pugnaban sobre "el cuerpo enfermo" de Sudamérica que era Bolivia (de manera análoga al Hombre enfermo de Europa). Fue así que hizo una estrategia de tercera posición, haciendo acercamientos diferentes con los Estados Unidos, deseando que el Acre "fuese yankee antes que brasileño [o peruano]" al arrendarlo a The Bolivian Syndicate en el Tratado de Aramayo y promoviendo la venida de colonos estadounidenses y europeos caucheros (esperando que estos si reconozcan la soberanía boliviana , lo cual generó que las cancillerías de Brasil y del Perú reaccionaran airadamente en 1902, ante el miedo de que sucedieran estrategias propias del Nuevo imperialismo y que le pasara a la Amazonia lo que al Reparto de África o las Concesiones en Tianjin.[8]

"Comparé ese contrato con el de India Chatered y South African Companies, destacando el funesto efecto que tuvieron respectivamente, para India y para África, esas corporaciones, que, como actual sindicato Anglo-Americano, se formaron con la (paciencia de) complicación simplemente industriales y comerciales [...] Destaqué el peligro que se perfilaba para la integridad de Bolivia en el Acre, y el clamor que con toda razón se levantó en la prensa de Río de Janeiro contra ese contrato que amenaza perturbar las relaciones entre Brasil y los Estados Unidos de América del Norte y que perjudicaría por fundamento los intereses de nuestros estados septentrionales y los de Perú"
Eduardo Lisboa (embajador de Brasil en Bolivia), 12 de mayo de 1902

 Las protestas peruanas fueron tomadas con hostilidad por Bolivia, donde la prensa ridiculizó totalmente la posición peruana, lo que alejó cualquier posibilidad de una alianza peruano-boliviana contra Brasil para antes de estallar las escaramuzas peruano-brasileñas.

"La Paz.- El ministro peruano ha formulado una segunda protesta por el arrendamiento de la zona del Acre hecho por el gobierno de Bolivia. La contestó el ministro de relaciones exteriores refutando los argumentos en que el representante peruano apoya su protesta. Dice el ministro de Bolivia que el Perú presenció tranquilamente  el desarrollo de la guerra en el Acre y hoy Bolivia ha recuperado su soberanía después de grandes sacrificios, pretende discutirle la posesión de esa lejana comarca. Los límites del territorio arrendado son: el noroeste, el Brasil, al oeste, el Perú, al Sur, el río Abuna, o sea una línea tirada desde las nacientes del río Abuna hasta las juntas del Inambary con el (río) Madre de Dios. La prensa ridiculiza la actitud del Perú en este asunto."
El Mercurio, 18 de enero de 1902

Bolivia se fundamentó en cuanto a que se acusaba al embajador peruano, Felipe de Osma y Pardo de diseñar una conspiración peruano-brasileña para repartirse el Acre boliviano, y que este le había comunicado al canciller boliviano, Eliodoro Villazón, diciéndole que "su gobierno está deseoso de establecer una perfecta entente con Brasil y que lo coadyuvará con toda eficacia, pero que anhela que el gobierno federal [brasileño] le haga concesión en lo que respecta e los ríos Purús y Juris" y que había posibilidad de que Perú y Brasil dejaran sus diferencias en el Acre con tal de presionar a Bolivia, quien se consideraba incapaz de administrar el Acre y queriendo que una compañía privada lo hiciera a su nombre, aunque eso implicara Vasallaje, con tal de impedir el acceso peruano y brasileño a esas tierras, a los que veía que podían aliarse para desarrollar una posible "Polonización" de Bolivia. A su vez, los intelectuales bolivianos de la época denunciaron que había un eje imperialista chileno-brasileño contra Bolivia y que se inspiraba en el Imperio alemán, que fue tratado como una Teoría conspirativa por El Mercurio, aunque con el tiempo ello generó acercamientos brasileño-chilenos con tal de evitar las hostilidades bolivianas. Aun así, hubo bolivianos participando en el contrabando de ventas de armas hacia ambos bandos. Finalmente, Bolivia firmaría con Perú el Tratado Polo-Bustamante en 1909, abandonando su hostilidad al Perú, aunque durante ese lapso de tiempo, hubo coqueteos ante una posible alianza con Chile y Ecuador contra el Perú (sobre todo en el gobierno de Ismael Montes) para así evitar más pérdidas territoriales (pues había aún conflictos fronterizos por el río Inambari y el Titicaca), lo cual a Bolivia lo hubiera puesto subyacentemente a favor de Brasil, tras retirarse en 1904 (como 3.er bando del conflicto del Acre) con el Tratado de Petrópolis.
- Ecuador: Debido al Conflicto limítrofe entre el Ecuador y el Perú, el Ecuador buscó aprovechar la crisis para poner al Brasil de su lado contra el Perú (más aún cuando durante las escaramuzas peruano-brasileñas, también hubo escaramuzas peruano-ecuatorianas, como el Combate de Angoteros de 1903 y el Combate de Torres Causana de 1904), realizándose acercamientos que concluyeron en una alianza entre Ecuador y Brasil en el Tratado Tobar-Rio Branco del 5 de mayo de 1904 (en honor a sus firmantes, el Baron de Rio Branco y Carlos R. Tobar). Según el tratado, ambos países se comprometían a colaborar en una posible guerra contra el Perú, que debía ser en dos frentes “tanto de parte del Océano Pacífico, como de parte del Amazonas". Al día siguiente, el 6 de mayo de 1904 se hizo otro acuerdo donde el Brasil reconocía tener una frontera con Ecuador en la línea Apapores-Tabatinga (que sin embargo, era la misma frontera que decía tener con Colombia y Perú, lo que hace ver que Brasil no tenía interés en reconocer la posición ecuatoriana de soberanía en la Amazonia, solo asegurar sus fronteras amazónicas en el noroeste con sus vecinos hispánicos). Aquello fue una demostración pública de entendimiento contra Perú de parte de dos de sus vecinos.  Además, de parte del Ecuador, este propuso a los brasileños (durante negociaciones secretas) que el Brasil ceda algunos de sus territorios en disputa con Perú a cambio de apoyo ecuatoriano para que el Brasil tenga una salida al Océano Pacífico (muy probablemente anexando territorio peruano por Tumbes) y así ya no existir una frontera peruano-ecuatoriana. Ello habría logrado volver al Brasil un país bioceánico, como anhelaban las elites brasileiras desde tiempos coloniales. Sin embargo, estas propuestas extremistas solo hubieran sido logradas por guerra, algo que quería evitar el Baron de Rio Branco (cuyo objetivo solo era lograr disuadir a los peruanos con intimidaciones, no una guerra total), y quedaron descartadas para la diplomacia brasileña, pero igualmente generaron un pánico general en las Relaciones Internacionales sudamericanas, que podrían haber sido la causa de alejar a sus otros aliados chilenos.[5]

Artículo I La República del Ecuador y la República de los Estados Unidos del Brasil únense en alianza defensiva, con el objetivo de prevenir o repeler, según los casos, cualquier agresión de parte del Gobierno del Perú y oponerse a que este pretenda ocupar, administrativa o militarmente, cualesquiera territorios de los que no estuvo en posesión cuando se separó de España, y sobre los cuales una u otra de las Altas Partes Contratantes crean tener derecho.

Artículo V Las ratificaciones de este Tratado serán canjeadas en una de las ciudades de Río de Janeiro, Quito o Santiago de Chile.
Tratado Tobar-Rio Branco

- Chile: Debido a la Cuestión de Tacna y Arica (además de los conflictos con Bolivia y Argentina), Chile también se mostro favorable al Brasil en sus querellas contra Perú durante toda la gestión del Baron de Rio Branco.[10][11][12] Para esta misión, Chile terminó proporcionándole información a los brasileños sobre la situación política, militar y económica de los peruanos durante 1903, además de ponerse del lado brasileño cuando el Perú quiso exigir territorios durante el Tratado de Petrópolis entre Brasil y Bolivia. Incluso ya desde 1902, el embajador chileno en Brasil, Anselmo Hevia Requelme, había propuesto una alianza defensiva a Brasil, con tal de asegurar la paz y amistad de ambos en el Continente frente a los problemas que generaba la cuestión del Acre en las Relaciones Internacionales sudamericanas y el miedo a una alianza peruano-argentina-boliviana con patrocinio estadounidense.

"A ambos les planteé (al Ministro y al Presidente del Brasil) la cuestión en los precisos términos de la carta de Ud. fecha 2 de abril, llegando a la conclusión de que una Alianza solo defensiva entre Chile y Brasil, se imponía en estos momentos para asegurarse la paz en el Continente y evitar la intromisión de los EE.UU. del Norte en la cuestión del Acre [...] y evitar también cualquier conflicto entre Chile y la Argentina"
Anselmo Hevia Requelme

 Inicialmente la alianza defensiva se planteaba dirigida contra Bolivia por el arrendamiento estadounidense del Acre a través de The bolivian syndicate, pero posteriormente el ministro Eliodoro Yáñez propuso "hacer entrar a Bolivia en este arreglo" de lograrse buenos entendimientos boliviano-brasileños tras el Tratado de Petrópolis, mientras manifestaba que la entente chileno-brasileña debía ser utilizada para tener resultados favorables contra Argentina y sus conflictos por delimitar la Frontera Chile-Argentina, lo que a su vez arrastraba a aislar al Perú. Pero, pese a que los brasileños estudiaron la propuesta y la consideraron muy seriamente (el presidente Campos Sales incluso le pidió a su sucesor, Rodrigues Alves, que investigara la idea), al final el ante el ministro brasileño Olinto de Magalháes desistió en concretar la alianza chileno-brasileña, porque el prerrequisito para la alianza era que Brasil "hubiera formado su escuadra", algo que no podían cumplir hasta la Carrera armamentista naval sudamericana, además que evaluaron el impacto que tendría para sus relaciones internacionales, poniéndolos en conflicto con Europa (opuesta a que Brasil intente hacer políticas exteriores propias de una potencia mundial, conteniendo su influencia en Sudamérica) y Estados Unidos (aliado de Bolivia). A su vez, Brasil consideró incluir a Argentina en esta entente Chileno-Brasileña, para así evitar ser arrastrado en una guerra con estos por culpa de los conflictos chileno-argentinos, y lograr un acuerdo que busque auténticamente la paz sudamericana (logrando aislar aún más al Perú), pero finalmente razonaron que una alianza con Argentina solo podía ser en contra de Brasil (con el que había rivalidades por el dominio de la Cuenca del Plata, y desconfianzas por el apoyo argentino a los peruanos y bolivianos), y por ello estaba fuera de toda posibilidad concretar una gran alianza. Sin embargo, cuando se dio el pacto ecuatoriano-brasileño del Tratado Tobar Rio Branco en 1904, el representante chileno en Río de Janeiro (muy probablemente invitado por sus aliados ecuatorianos) se mostro escéptico a ser incluido de manera formal en una alianza tripartita, en tanto que Chile temía la idea de ver al Brasil como una potencia del Pacífico (puesto que ello iría en conflicto con la geopolítica chilena de tener el dominio del Pacífico Sur, queriendo evitar un posible nuevo rival). Las razones oficiales de porque no decidió adherirse al pacto aún merecen ser investigadas, pero fueron suficientes para que Chile dejara de compartir a los brasileños información detallada de la situación militar y naval del Perú, y enfriando su antiguo apoyo a los brasileños, que habían dejado de ser útiles para apoyarles también contra Bolivia tras quedar libre de pleitos limítrofes con Brasil en 1903 y con Chile tras el Tratado de 1904 entre Chile y Bolivia. Aunque igual trataron de mantenerse corteses con el Barón de Rio Branco.
- Argentina: Este país en todo momento se mostró, más que favorable al Perú, en contra de Chile. Fue así que en el Congreso Internacional de 1902, Argentina propuso que se imponga un arbitraje obligatorio retroactivo, proyecto diseñado contra los intereses de Chile, y apoyando accidentalmente al Perú y Bolivia para recuperar las provincias del norte, lo que a su vez lo ponía en contra del Brasil en la cuestión del Acre. Por otra parte, el Perú propuso que Argentina fuera un mediador del conflicto peruano-brasileño-boliviano desde 1902. Aun así, aunque implícitamente era favorable al Perú, oficialmente se declaró neutral a nivel diplomático. La dudosa neutralidad argentina en Brasil, y su interferencia en la cuestión del Acre, sería la causa principal de sus acercamientos con Chile, para contener las verdaderas intenciones de la diplomacia argentina con Perú.[4]

“La estrecha amistad entre el Brasil y Chile ha servido para contener las veleidades (de los argentinos) de intervención abierta con Bolivia y la que aún tenemos pendiente con el Perú”
Despacho para Washington del 31.03.1906, citado por Amado Luiz Cervo y Clodoaldo Bueno, História da Política Exterior do Brasil

- Colombia: En este país, debido a sus conflictos fronterizos con Perú, hubo una postura favorable hacia el Brasil en la opinión pública, y tanto Ecuador y Chile intentaron involucrarlo en la cuestión del Acre, pero no se logró nada concreto hasta todavía después de solucionarse la crisis peruano-brasileña.[13] El Perú logró mantenerlos neutrales a través de los Tratados Velarde-Calderón-Tanco de 1905, aunque políticos como Rafael Uribe Uribe, Demetrio Salamanca, Rafael Reyes Prieto seguían inconformes con los resultados muy favorables al Perú.[14]
- Paraguay: Este país fue el único con una opinión pública medianamente favorable al Perú en un momento donde los peruanos pasaban por un periodo de aislamiento diplomático. Esto se debía en gran medida por resentimientos al Brasil por la guerra de la Triple alianza, junto a sus diferendos territoriales con Bolivia. Sin embargo, se mantuvo neutral oficialmente y quiso más bien tratar de colonizar el chaco boreal mientras los problemas peruano-brasileños en el Acre alejaran a los bolivianos de la atención.[8]

## Negociaciones finales
Luego de saberse en Perú los acercamientos entre Brasil y Ecuador (junto al miedo de que el Barón de Río Branco pudiera ampliar su alianza contra Perú ante los acercamientos de Ecuador con Chile y Colombia), tan solo unos 3 días después, el 8 de mayo de 1904, se iniciaron negociaciones de parte del Perú con Brasil. Los delegados peruanos tenían una postura maximalista (acorde al ideal de Hernán Velarde) y exigían que se dé una neutralización de las escaramuzas, junto al desarrollo de una administración conjunta de los 442 000 km² en litigio, dividiéndose peruanos y brasileños los ingresos producto de los Impuestos y las ganancias de la extracción de caucho en lo que duraran las negociaciones finales. Debido a esto último, las negociaciones fracasaron, ya que los brasileños consideraban injusto compartir los ingresos de los brasileños con los peruanos en donde eran una mayoría de facto, vistos como invasores que querían usurpar las ganancias de los emprendedores brasileños, ligadas a la propiedad de su tierra. Así, los delegados brasileños exigieron primero el retiro de los destacamentos militares peruanos acantonados abajo del curso del Yurúa y del Purús (pues ahí la población era mayormente brasileña) o no iban a proceder en las negociaciones.
Frente al rechazo de la propuesta peruana de 1904, los brasileños hicieron una política más belicista y el 16 de mayo de 1904 prohibieron el tránsito de Pertrechos al Perú a través de los ríos brasileños, confiscándoles en Manaos los cargamentos de armas que los peruanos compraban a Europa y que debían ingresar por vía Atlántica hasta Iquitos. A su vez, el 17 de mayo de 1904 enviaron fuerzas militares, en específico los batallones de infantería 15.º y 33.º del Ejército Brasileño al Alto Yurúa y al Alto Purús (por vía Manaos), provenientes de Belem do Para y con naves alquiladas a empresarios británicos. Sin embargo, fueron operaciones demasiado costosas y lentas, lo cual generó enojo y desesperación en los altos mandos brasileños (como el propio Baron de Río Branco).
Como reacción al bloqueo brasileño, los peruanos solicitaron la intervención de Estados Unidos (que ya antes había brindado apoyo a los bolivianos en la guerra del Acre), apelando a su defensa del libre comercio internacional para que presione a Brasil a aceptar la propuesta de administración conjunta de las tierras hasta que se logre realizar un laudo arbitral y así se acaben las irregularidades del tránsito comercial amazónico. Sin embargo, EE. UU. se declararía neutral en este conflicto.
Finalmente, el 12 de julio de 1904 tuvieron que ceder los peruanos y se dieron dos acuerdos entre el Barón de Rio Branco y Hernán Velarde, concluyendo un modus vivendi y pactando el retiro de las fuerzas peruanas, aunque en secreto al ojo público peruano, puesto que, a palabras del Barón, “Es necesario guardar la autoestima de la otra parte, aún más que es ahora que va a comenzar la negociación sobre lo principal”. Con ello, intereses de Brasil llegaron a prevalecer y el Barón escribió que:

“donde hay brasileños gobernamos nosotros, retirándose los destacamentos y autoridades de Perú, y encima de Breu (en Yurúa) y de Catay (en Purús), donde no hay brasileños, funcionarán las comisiones mixtas, gobernando nosotros y los peruanos.”

A su vez, se debían desarrollar comisiones mixtas para explorar los territorios del Alto Yurúa y el Alto Purús para posteriormente desarrollar un acuerdo definitivo. Aunque también se acordó que, si no se finalizaban las negociaciones para fines de año, se iba a negociar un tratado para establecer un Árbitro internacional. Por tanto, aún no había terminado la crisis, y el Barón de Río Branco comunico a la legación de Brasil en Lima que:

“Aquí no cantamos victoria y nada más ridículo e inconveniente que un diplomático ande gritando victorias”.

Por otro lado, los anteriores acuerdos antiperuanos de Brasil, como el Tratado Tobar-Rio Branco con Ecuador, quedarían obsoletos y abandonados.

“Este tratado no tuvo ningún efecto. El gobierno de Ecuador, sin acordar su acción diplomática con Brasil, entró en negociaciones con Perú para solucionar su litigio territorial por medio de arbitraje. Brasil, a su vez, concluyó con Perú los acuerdos del 14 de julio de 1904. El Tratado no fue presentado al Congreso Brasileño y no fue ratificado”.
Barón de Rio Branco, 4 noviembre de 1908

Por parte del Perú, se fueron disolviendo paulatinamente los temores a una gran alianza antiperuana (iniciando sus propias negociaciones con Ecuador para otro laudo arbitral a través del rey Alfonso XIII de España para repartirse la Amazonia, aunque siendo infructuosas con la tensión peruano-ecuatoriana de 1910, en la que Brasil ya no se mostraría favorable a Ecuador), y después de que el laudo arbitral de Argentina declarara que la parte oriental de Acre estaba en la soberanía boliviana, se pudieron desarrollar acuerdos en las que pasaban a la soberanía peruana unos 39 000 km² en el Alto Yurúa y en el Alto Purús (en la que se encontraba una mayoría de colonos peruanos), lo que fue visto por las elites políticas del Perú con júbilo, por marcar el fin del expansionismo brasileño, aunque con disgusto por la opinión pública peruana por la idea de haberse cedido territorio. Luego de muchas prórrogas del modus vivendi, se dio finalmente un acuerdo definitivo de demarcación fronteriza en el Tratado Velarde-Río Branco, hecho el 8 de septiembre de 1909, dando por solucionada la crisis, y con Brasil quedándose con 403 000 km² del territorio en disputa.
Para las expectativas brasileñas, la negociación de Rio Branco con Perú fue un fracaso, al lado de sus otras disputas del momento con Reino Unido/Guyana (1904), Venezuela (1905), Países Bajos/Surinam (1906), Colombia (1907) y Uruguay (1909), donde no hubo ni una cesión de los intereses brasileños.
Como consecuencia final, Brasil se volvería uno de los países más amistosos con Perú en sus conflictos venideros por la soberanía de la Amazonía, manteniendo una postura neutral en la Tensión peruano-ecuatoriana de 1910, la guerra colombo-peruana y la guerra peruano-ecuatoriana.